# 大師龍屬
大師龍屬（學名：Polyonax）是角龍科恐龍的一屬，化石發現於美國科羅拉多州的丹佛組，地質年代屬於上白堊紀的麥斯特裡希特階。由於化石的保存狀況很差，所以大師龍被認為是疑名。

## 歷史
在1873年，古生物學家愛德華·德林克·科普（Edward Drinker Cope）在美國西部挖出了一些恐龍的骨骸標本，隔年他將這些標本命名為大師龍。正模標本（編號AMNH 3950）包括了一頭亞成體的三節背椎、四肢骨頭、以及角髓。大師龍曾一度被誤會為鴨嘴龍科，或是糙齒龍的異名。但在1907年的第一個角龍類專題論文中，大師龍被確認屬於角龍科，而骨骸材料不明確。目前這個學名已經很少被使用，因為大師龍的研究早於有角恐龍的研究。大師龍目前被歸類於角龍科的分類未定屬。
大師龍有時被列作奇蹟龍或三角龍的異名，但模式標本的過於破碎、不完整，不能夠確定牠們是否為異名。

## 古生物學
大師龍是大型、四足的草食性恐龍，有角及頸部頭盾。